# Circonscription de Nono
La circonscription de Nono est une des 177 circonscriptions législatives de l'État fédéré Oromia, elle se situe dans la Zone Ouest Shoa. Son représentant actuel est Kasaye Gemechu Chali.